# Yoshiki Hayashi
Yoshiki Hayashi (em japonês: 林 佳樹; romaniz.: Hayashi Yoshiki; nascido em Tateyama, em 20 de novembro de 1965) é o compositor, baterista, pianista e líder da banda X Japan. Presidente do selo Extasy Records, também trabalha em inúmeros outros projetos musicais, entre eles Violet UK e Skin.
Atualmente vive na cidade de Los Angeles, nos Estados Unidos.

## Carreira

### Origens
Yoshiki começou a ter aulas de piano e teoria musical aos quatro anos. Ele então se interessou por obras clássicas de Ludwig van Beethoven e Franz Schubert. No ensino fundamental ele tocava trompete e, por volta dos dez anos, começou a compor canções para piano. Após o suicídio de seu pai, ele encontrou amparo no rock. Depois de descobrir a banda de hard rock Kiss, ele começou a aprender a tocar bateria e guitarra. Yoshiki também foi influenciado por trabalhos de Led Zeppelin, Iron Maiden, Sex Pistols, David Bowie, Queen, The Beatles, Charged GBH e Pyotr Ilyich Tchaikovsky. Com seu amigo de infância, Toshi, formou uma banda chamada Dynamite em 1977. Dynamite mudou seu nome para Noise um ano depois. Em 1981, Yoshiki ganhou o concurso musical Eastwest patrocionado pela Yamaha.

### Fundação do X JAPAN
A cabeça por trás do X Japan, Yoshiki é o compositor da maioria das músicas da banda.
Quando o Noise se separou em 1982, Yoshiki e Toshi formaram uma nova banda, que chamaram de X enquanto tentavam pensar em outro nome, mas o nome pegou. Em 1985, a banda gravou seu primeiro single, "I'll Kill You", e em 1986, "Orgasm".
Em 1987, estava formada. Nela, estavam hide e Pata (guitarristas), Taiji (baixista), Toshi (vocalista) e ele, como baterista e pianista.

### Fundação da EXTASY
Em 1988, sem nenhuma grande gravadora apostando na banda, a mãe de Yoshiki resolveu vender o negócio da família e entregar o dinheiro para ele, apostando na carreira musical do filho.
Com o dinheiro, Yoshiki fundou o selo independente Extasy Records, junto com o álbum Vanishing Vision. Com cerca de 10.000 cópias vendidas nas primeiras semanas, o álbum alcançou o primeiro lugar na Oricon de álbuns indie.
O selo já revelou bandas famosas, como Glay e Luna Sea. Até hoje, a Extasy Records produz bandas, como Dir en grey e a sul-coreana The Trax.

### Virginity e X Japan
Em 1992, Taiji saiu da banda por motivos pouco claros. Acredita-se que por causa de desentendimentos com Yoshiki. Em seu lugar, entrou o baixista Heath, um músico japonês que por coincidência foi encontrado em Nova York durante uma das viagens da banda.
No mesmo ano, a banda mudou o nome para X Japan, ao conhecerem uma banda californiana que também se chamava "X".
Também fez parte do projeto chamado "V2", junto com seu amigo Komuro Tetsuya, lançando apenas o single "Haitoku no Hitomi ~Eyes of Venus~" e o vídeo "Virginity". A musicalidade do projeto destoava do X Japan, por ser algo mais voltado ao pop-romântico.

### Fim do X Japan e seu retorno em 2007
Foi Yoshiki quem anunciou o fim da banda, dia 22 de setembro de 1997, pouco tempo após Toshi anunciar sua saída da banda, por entrar em um culto religioso que convenceu Toshi de que a banda era maligna.
Foi realizado um show histórico no Tokyo Dome, chamado The Last Live, no dia 31 de dezembro. Em 2007, X Japan voltou à atividade com o lançamento do single "I.V.".

### A morte de hide
No dia 2 de maio de 1998, hide foi encontrado morto em seu apartamento. A imprensa enfatizou como suicídio, mas foi provado que foi um acidente.
Então, no dia 4 de maio, às 6 da manhã, os quatro membros restantes do já extinto X Japan deram uma entrevista coletiva para a imprensa, na qual Yoshiki disse o seguinte:
Agora, eu estou muito chocado com sua morte súbita. Eu ainda não posso acreditar. Ele está dormindo com um rosto muito bonito. Eu tentei acordá-lo de novo e de novo, mas ele ainda está dormindo. hide era a pessoa mais calma de nossa banda. Era sempre hide quem dava calma e conselhos cuidadosos para mim, que tinha pouco controle e agia impulsivamente, mesmo que eu fosse um líder. Claro, ele às vezes perdia o controle quando estava sob muita pressão. Contudo, ele sempre me ligava em casos assim. Nós conversávamos sobre tudo; sobre nossa banda, música, amigos, vida, fãs. Às vezes, ele era como meu irmão mais velho, e às vezes, como um irmão mais novo. Algumas vezes, nós bebíamos e brigávamos, mas ele sempre dizia algo como: 'Yoshiki, o que eu fiz ontem? Desculpe, eu não lembro de nada.' no dia seguinte. Entretanto, ele adormeceu sem dizer nada. Todos os seus fãs, e todos os seus amigos, eu acho que todos estão confusos agora. Eu mesmo não consigo expressar o quanto triste eu estou. Mas nós temos que aceitar o fato firmemente porque não podemos mudar nada. Agora, todos, incluindo seus pais, estão tentando superar essa tragédia. Nós, X JAPAN, estamos tentando também. Então, por favor, todos os seus fãs, tentem também. Por favor, despeçam-se de hide, que sempre nos ajudou e nos deu apoio, de uma maneira maravilhosa. Por favor, enviem-no calorosamente para o Céu.— Yoshiki
Yoshiki ficou em depressão por três anos após a morte de hide e recentemente afirmou que não conseguiria ter superado a perda de seu amigo sem a ajuda dos fãs.

### Atualmente
Com o mesmo Komuro Tetsuya, também estrelou na banda globe, de 2002 até 2005.
Atualmente, faz um trabalho solo chamado Violet UK, onde faz-se uma mistura de tudo o que trabalhou até hoje, desde música clássica, passando por música eletrônica, até ao hard rock.
Faz parte da banda Skin, como baterista, ao lado de Sugizo, Miyavi e Gackt.
Compõe e trabalha em bandas sonoras de vários filmes japoneses e americanos, entre eles Catacombs, Repo! The Genetic Opera e Saw IV (com os X Japan).
Continua o seu trabalho com a sua banda de referência, X Japan, após a sua reunião em 2007.
Yoshiki compõe suas canções à mão, escrevendo a partitura no papel antes de compartilhá-la com os membros da banda ou colaboradores. Ele produziu letras e canções para vários artistas, entre eles Glay, Dir en grey e Seiko Matsuda.
Na década de 1990, Yoshiki experimentou vários pseudônimos nos seus créditos de composição, incluindo nomes fictícios como Hitomi Shiratori (em "Tears"), Rei Shiratori (em "Shake Hand" do L.O.X) e Tomomi Tachibana (em "Shinku no Hana" de Shizuka Kudō), a fim de separar sua imagem de "rock" de suas obras "mais suaves".
em 2017, Yoshiki  foi submetido à uma cirurgia para substituir uma hérnia de disco em sua coluna vertebral devido ao seu desgaste fisico devido ao seu estlio agressivo de tocar no seu auge com a banda. A cirurgia ocorreu em 16 de maio em um hospital em Los Angeles. A operação necessitou de um trabalho delicado, ao qual levava-se severas horas que foi considerado um sucesso.
em 2024, o musico anunciou nas rede sociais que passou por sua terceira cirurgia sucedida da sua coluna Vertebral.

## Equipamento

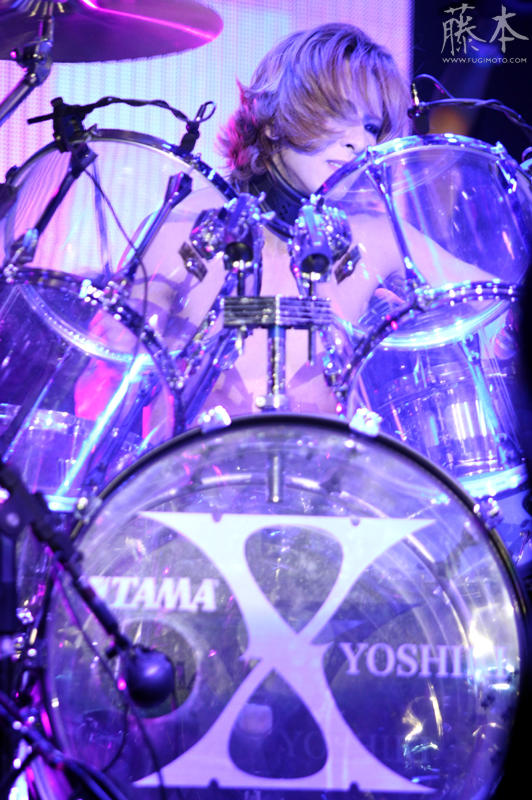
A bateria em acrílico criada pela Tama Drums para Yoshiki

Yoshiki afirmou que se considera um baterista groove. Ele normalmente usa um colar cervical ao tocar bateria; por consequência de seus anos de "bater cabeça" enquanto tocava bateria, ele feriu o pescoço e teve que passar por cirurgia. Em 2015, Yoshiki afirmou que é mais um compositor do que um baterista.
A Tama Drums criou um set de bateria em acrílico personalizado para Yoshiki usar em suas apresentações, a série ArtStar. Yoshiki admitiu que os revestimentos em acrílico transparente são ótimos para a aparência, permitindo que as luzes do palco coloram sua bateria com tons variados, porém não são ideais em termos de som. Ele explicou que os tambores transparentes são difíceis de tocar porque não têm a capacidade de resposta usual dos cascos de madeira e não são muito duráveis; porque exigem muito mais pancadas físicas para produzir um bom som e isso faz com que as peles sejam essencialmente destruidas após apenas um único concerto. O kit ao vivo de Yoshiki usa dois bumbos de 24 polegadas (610 mm) e centraliza a caixa de 14" diretamente na frente dele. Ele geralmente trabalha com cinco tom-tons: três toms de rack com diâmetros de 12", 13" e 14", e dois toms de chão com diâmetros de 16" e 18". No entanto, no estúdio ele usa um kit de titânio de fabricação limitada da Kitano Drum chamado Tama Artstar II "Titan Body" com peles revestidas da Evans.
Yoshiki frequentemente tocava no piano de cauda Kawai Crystal II CR-40A, até 2024, quando vendeu ele por 40 milhões de ienes para doar à recuperação dos danos causados pelo sismo na Península de Noto de 2024. A Kawai também fabrica um modelo de assinatura de Yoshiki de piano de cauda com design tradicional de madeira.
Ele tem uma dormência constante em dois dedos da mão esquerda, o que, segundo ele, dificulta tocar piano. Ele também sofre de tendinite crônica na mão direita, o que pode impedi-lo de tocar instrumentos musicais no futuro.

## Vida pessoal
Yoshiki Hayashi nasceu em 20 de novembro de 1965 em Tateyama, na província de Chiba no Japão, como o mais velho de dois irmãos em uma família musicalmente orientada. Seu pai era sapateador e pianista de jazz, sua mãe tocava shamisen, enquanto sua tia tocava koto.
Seus pais eram donos de uma loja de kimonos. O suicídio do seu pai, em 1975, quando Yoshiki tinha apenas 10 anos, influenciou-lhe grandemente a infância e adolescência.
Em maio de 2022, a mãe de Yoshiki faleceu.

## Discografia
Álbuns de estúdio
- Eternal Melody (21 de abril de 1993)
- Eternal Melody II (23 de março de 2005)
- Yoshiki Classical (27 de agosto de 2013)

Singles
- "Red Swan" (com Hyde) (2018)

Com X Japan